# 옹진군 (선거구)
옹진군은 대한민국의 옛 국회의원 선거구이다. 당시 경기도 옹진군 지역을 관할했다.

## 역사
제4대 국회의원 선거를 앞두고 옹진군의 잔여 지역에서 국회의원을 다시 선출하게 되면서 신설되었다.
제6대 국회의원 선거를 앞두고 시흥군, 부천군 선거구와 통합되어 시흥군·부천군·옹진군 선거구를 이루게 되면서 폐지되었다.

## 역대 국회의원
| 선거   | 정당 | 정당   | 의원   |
| ------ | ---- | ------ | ------ |
| 1958년 |      | 자유당 | 유영준 |
| 1960년 |      | 무소속 | 손치호 |
| 1960년 |      | 무소속 | 장익현 |

## 역대 선거 결과

### 대한민국 제4대 국회의원 선거
|  | 68.11% |

|  | 16.95% |

|  | 14.93% |

### 대한민국 제5대 국회의원 선거
|  | 17.26% |

|  | 16.65% |

|  | 10.52% |

|  | 7.81% |

|  | 7.53% |

|  | 6.16% |

|  | 6.06% |

|  | 5.90% |

|  | 5.40% |

|  | 3.80% |

|  | 3.34% |

|  | 3.29% |

|  | 2.39% |

|  | 1.45% |

|  | 1.02% |

|  | 0.96% |

|  | 0.37% |

### 1960년 대한민국 재보궐선거
손치호 의원의 의원직 상실로 인해 치러진 1960년 대한민국 재보궐선거에서 무소속 장익현 후보가 당선되었다.